# نادي فيتوريا إي إس
نادي فيتوريا إي إس لكرة القدم (بالبرتغالية: Vitória Futebol Clube (ES)‏) ، هو نادي كرة قدم برازيلي، أسس سنة 1912 م.

## وصلات خارجية
لم يتم العثور على روابط لمواقع التواصل الاجتماعي.